# Matthew Hauser
Matthew Hauser (Maryborough, 3 aprile 1998) è un triatleta australiano.

## Carriera
È l'attuale campione del mondo di triathlon nella categoria junior.
Si classifica 4º assoluto - categoria junior - nel 2014 ai campionati australiani di triathlon che si sono tenuti a Brighton e che hanno visto trionfare Jacob Birtwhistle.
Lo stesso anno vince i campionati dell'Oceania - sempre nella categoria junior - a Devonport, in Tasmania, davanti a Tayler Reid e a Matthew Roberts.
Nel 2015 bissa il successo dell'anno precedente ai campionati dell'Oceania a Sydney, stavolta battendo Calvin Quirk e Daniel Hoy. Degno di nota il 5º posto ai Campionati del mondo di triathlon del 2015 nella categoria junior di Chicago.
Nel 2016 vince per la terza volta consecutiva i campionati dell'Oceania - categoria junior - a Gisborne in Nuova Zelanda, davanti al neozelandese Daniel Hoy e al connazionale Liam Mccoach. Nello stesso anno si classifica 45º ai Campionati del mondo di triathlon nella categoria junior di Cozumel in Messico.
Nel 2017 è ancora campione oceaniano (quarta volta consecutiva) nella gara di Perth in Australia, dopo aver sconfitto i connazionali Liam Mccoach e Luke Burns. Nel mese di maggio vince la sua prima gara di coppa del mondo a Chengdu in Cina.
Si laurea campione del mondo di triathlon - nella categoria junior - a Rotterdam nei Paesi Bassi, davanti al portoghese Vasco Vilaca e al britannico Ben Dijkstra.
Nel 2018 è 2° alla gara di coppa del mondo di Mooloolaba in Australia. Ai XXI Giochi del Commonwealth di Gold Coast in Australia è 4°, dietro al sudafricano Henri Schoeman, al connazionale Jacob Birtwhistle e allo scozzese Marc Austin.

## Titoli
- Campione del mondo di triathlon (Junior) - 2017
- Campione oceaniano di triathlon (Junior) - 2014, 2015, 2016, 2017